# 쑤옌목현
쑤옌목현(베트남어: Huyện Xuyên Mộc / 縣川木)는 베트남 바리어붕따우성의 현이다. 2003년을 기준으로 쑤옌목현의 인구는 132,117명이고, 면적은 190km2이다. 현도는 프억하이에 있다.

## 행정 구역
쑤옌목은 1개의 시진과 12개의 사를 관할하고 있다.

### 시진
- 프억브우 시진 (Thị trấn Phước Bửu, 福保市鎭)

### 사
- 바우럼 사 (Xã Bàu Lâm, 保林社)
- 빈쩌우 사 (Xã Bình Châu, 平洲社)
- 봉짱 사 (Xã Bông Trang, 𣜳庄社)
- 븡리엥 사 (Xã Bưng Riềng, 邦盈社)
- 호아빈 사 (Xã Hòa Bình, 和平社)
- 호아히엡 사 (Xã Hòa Hiệp, 和協社)
- 호아호이 사 (Xã Hòa Hội, 和會社)
- 호아흥 사 (Xã Hòa Hưng, 和興社)
- 프억떤 사 (Xã Phước Tân, 福新社)
- 떤럼 사 (Xã Tân Lâm, 新林社)
- 프억투언 사 (Xã Phước Thuận, 福順社)
- 쑤언목 사 (Xã Xuyên Mộc, 川木社)